# Eugène Hugot
Jean Pierre Eugène Hugot, né à Nîmes le 22 décembre 1819 et mort le 25 février 1904 à Paris 18e,, est un auteur dramatique et un chansonnier français.

## Biographie
Ses pièces ont été représentées sur les plus grandes scènes parisiennes du XIXe siècle : Théâtre du Palais-Royal, Théâtre du Vaudeville, Théâtre des Folies-Dramatiques, etc.
Son fils Charles Hugot (1857-1921) fut également auteur dramatique.

## Œuvres
Théâtre
- 1851 : Une femme par intérim, vaudeville en 1 acte, avec Ernest Lehmann
- 1853 : Les Fils Gavet, vaudeville en 1 acte, avec Lehmann
- 1855 : Histoire d'un châle, vaudeville en 2 actes, avec Armand Chaulieu[4]
- 1856 : La Montre de Musette, drame-vaudeville en 3 actes, avec Chaulieu
- 1858 : Sous le paillasson, vaudeville en 1 acte, avec Paul Boisselot[5]
- 1858 : Trois nourrissons en carnaval, folie-vaudeville en 3 actes, avec Boisselot
- 1859 : Le Carnaval des blanchisseuses, vaudeville en 4 actes, avec Boisselot
- 1860 : Matelot et Fantassin, comédie-vaudeville en 1 acte
- 1961 : Les Piliers de café, drame-vaudeville en 4 actes, avec Abraham et Charles Potier
- 1862 : Le Carnaval des gueux, folie-vaudeville en trois actes et cinq tableaux, avec Émile Abraham
- 1865 : La Jeunesse de Piron, comédie en 1 acte
- 1868 : Les Affaires avant tout, comédie-proverbe en 1 acte
- 1869 : La Tarentule, opérette en 1 acte, musique d'Ernest Létang
- 1870 : Vinciguerra le bandit, opérette-bouffe en 1 acte, avec Paul Renard, musique de Giovanni Bottesini
- 1872 : Pygmalion, étude réaliste, d'après l'antique, en 1 petit acte et en vers
- 1874 : Hue, mon Âne !, scène campagnarde
- 1875 : Pygmalion, opérette bouffe en 1 acte
- 1883 : Élevé au biberon, comédie en 1 acte
- 1883 : Maître Jules, monologue
- 1883 : Maman !..., comédie-vaudeville en 1 acte, avec Léon Benoît
- 1886 : Un fétiche, comédie en 1 acte
- 1889 : Un duel en chambre, scènes de la vie parisienne, en 1 acte
- 1890 : Le Diable au couvent, folie-vaudeville en 1 acte
- 1891 : Une nuit au poste, fantaisie réaliste en 1 acte
- 1893 : Madame Nicolet, opérette en 4 actes, musique d'Alfred Fock

Varia
- 1886 : Histoire littéraire, critique et anecdotique du théâtre du Palais-royal, 1784-1884, 2 vol, P. Ollendorff
- 1889 : Ah ! non, bourguignon, chansonnette, musique de Paul Bourgès[6]